# Hromadná nehoda na dálnici D1 (březen 2008)

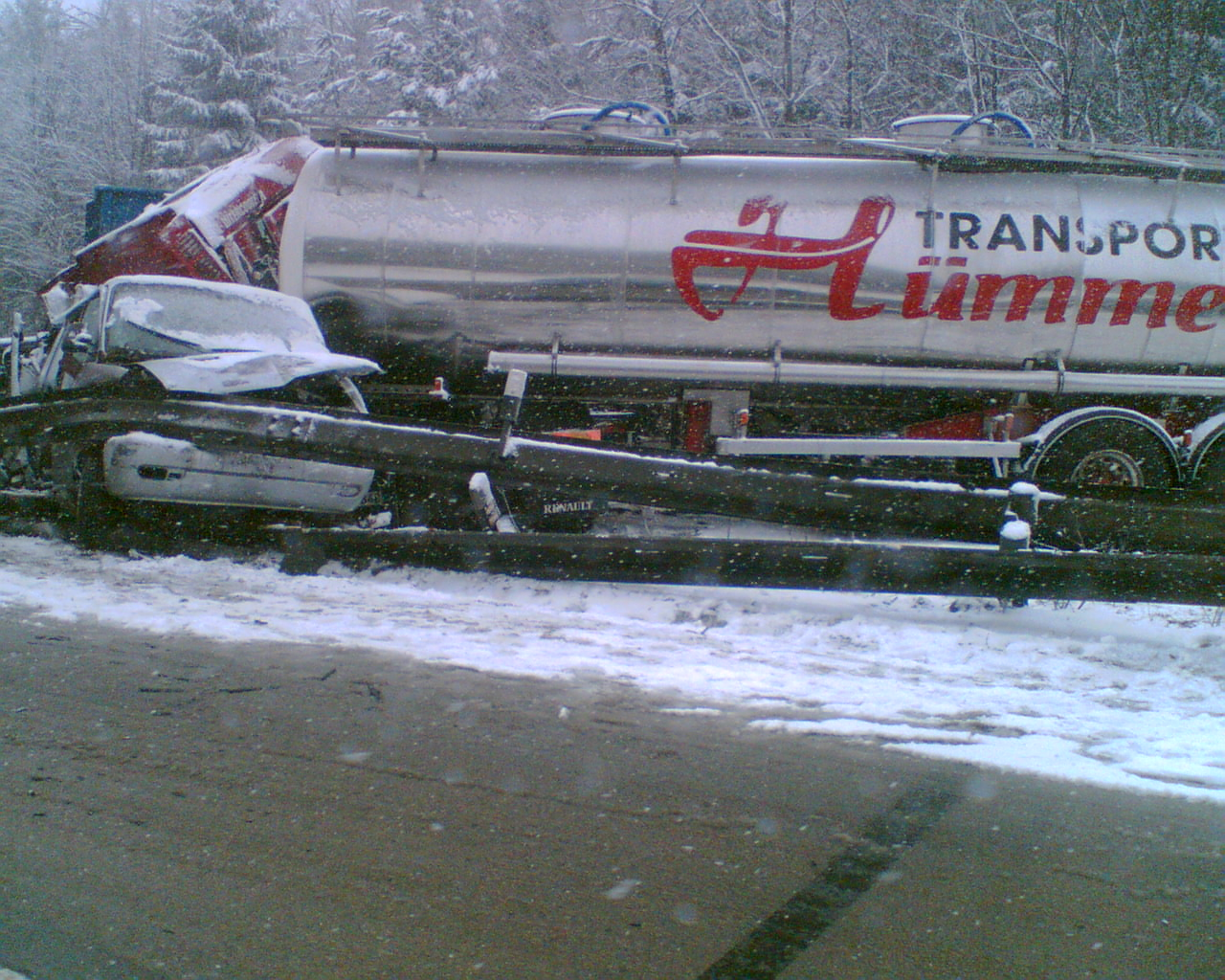
Hromadná nehoda na 127. km (směr Brno) na dálnici D1.

Hromadná dopravní nehoda na dálnici D1 ve čtvrtek 20. března 2008 (na Zelený čtvrtek, kolem 10 hodin dopoledne), ke které došlo vlivem náhlého prudkého sněžení a nepřiměřené rychlosti vozidel přibližně mezi obcemi Skorkov a Větrný Jeníkov na Vysočině a u vesnice Řehořov, byla podle některých médií největší silniční havárií v historii Česka. Událost byla vyhodnocena jako 93 dopravních nehod, zraněných bylo 30 osob, z toho 3 těžce, poškozeno bylo 231 vozidel, hmotná škoda 27,8 milionu Kč, doprava byla zastavena na 11 hodin.

## Popis havárie
Ke zřetězení nehod, zablokování a následnému uzavření dálnice došlo mezi 90. a 140. kilometrem. První dvě auta do sebe narazila kolem 10 hodin ve směru na Prahu. Hlavní ohniska nehod byla dvě: na 100. kilometru v obou směrech a na 126. kilometru ve směru na Brno. V hlavním ohnisku, mezi 96. a 100. kilometrem ve směru na Prahu, v husté vánici nabouralo asi 60 vozidel, ve druhém ohnisku asi 25 vozidel. Další, izolované nehody byly na 110., 129. a 130. kilometru a na 139. kilometru ve směru na Brno. Policie o měsíc později uvedla, že nehody se odehrály mezi 100,5. a 127. kilometrem dálnice.
Podle regionální přílohy MF Dnes došlo k prvním srážkám vozidel již kolem půl desáté, avšak záchranné službě byla jako první hlášená v 10.01 hromadná nehoda na 100. kilometru směrem do Prahy, v protisměru došlo k hromadným srážkám hned v následujících minutách. Na 127. kilometru ve směru na Brno byla hlášena hromadná srážka v 10.24.
Podle fotografií z okolí Humpolce, které zveřejnilo Ředitelství silnic a dálnic, došlo k rychlému zasněžení dálnice několikacentimetrovou vrstvou sněhu mezi 10.02 a 10.06. První nehoda podle této zprávy nastala v 10.08 na 102. kilometru. Během poledních a časných odpoledních hodin následovalo ještě několik prudkých sněhových přeháněk, což mělo za následek další nehody a komplikovalo záchranné práce. Teploty se však pohybovaly nad bodem mrazu a sněhová pokrývka na silničním tělese vždy za pár minut roztála.
Počet poškozených vozidel byl po měsíci vyšetřování stanoven na 231, z toho 2 autobusy, 98 kamionů a 131 osobních aut. V prvních dnech zprávy uváděly 189 vozidel, z toho 152 aut v obou směrech na 100. kilometru, 27 vozidel na 127. až 129. kilometru a 10 vozidel na 139. kilometru. První zprávy Hasičského záchranného sboru hovořily o asi 116 vozidlech, z toho asi 87 vozidlech ve směru na Prahu a asi 29 vozidlech ve směru na Brno.

## Následky a záchranné práce

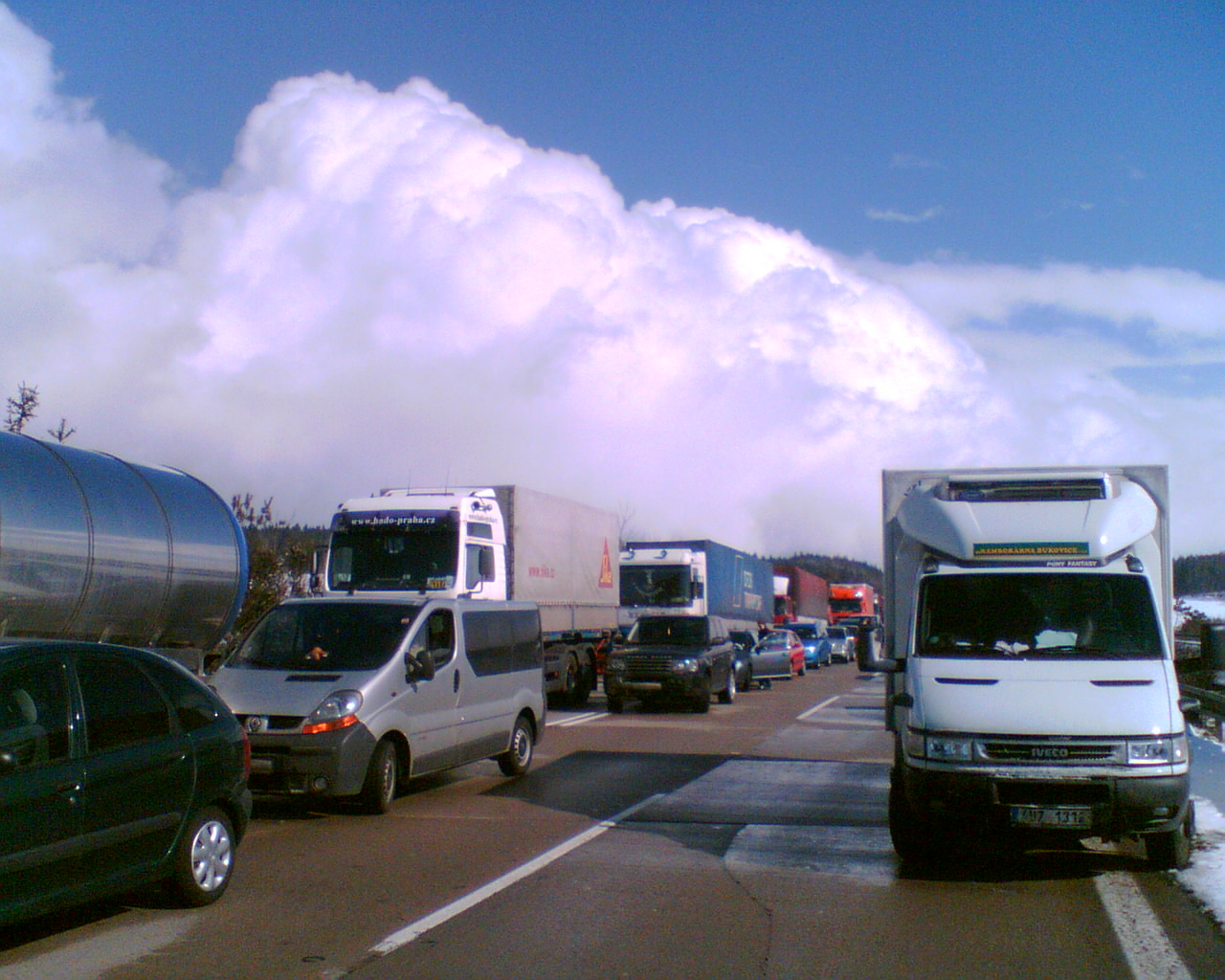
Řady automobilů stojících na 106. km dálnici D1 (směr Praha).

Záchranná služba vyhlásila havárii za hromadné neštěstí. Záchranná služba uváděla 30 zraněných, z toho bylo zpočátku 6 a nakonec „jen“ 3 zranění vyhodnocena jako těžká. Nikdo následkem nehody nezemřel. Vrtulníky rozvážely zraněné do Úrazové nemocnice v Brně a do nemocnic v Jihlavě (22 zraněných) a v Třebíči.
Kromě českých občanů bylo mezi 30 zraněnými i 10 cizinců, a to občané Slovenska, Portugalska, Velké Británie a Německa, Slovák a Němec patřili mezi nejvážněji zraněné ze všech, Portugalka měla amputovanou paži, vážná zranění utrpěli i dva Slováci, jeden Němec a jeden Čech.
Na místě zasahovalo asi 150 profesionálních záchranářů. Zasahovaly vrtulníky z Jihlavy a z Prahy. Jeden záchranářský vrtulník sloužil k vyprošťování, druhý k monitorování situace. Vrtulník z Brna se na místo nedostal kvůli nepříznivému počasí. Jiný zdroj uvádí dva záchranné a tři policejní vrtulníky.
Na místě zasahovalo 40 hasičů ze 7 profesionálních jednotek.
Hasiči na místě rozebrali svodidla, aby uvolnili cestu části vozidel z kolony. Autobusy hasičů na místě sloužil účastníkům nehody k zahřátí a odpočinku. Na 142. kilometru, u Velkého Meziříčí, měli hasiči připraveni kanystry pro rozvoz náhradních pohonných hmot a várnice pro rozvoz teplých nápojů. Ministr vnitra Ivan Langer uvažoval i o povolání armády. Odtahová a vyprošťovací služba Pretol nasadila 30 odtahových vozidel.
V místě nehody a následně vzniklé třicetikilometrové koloně bylo zablokováno asi 20 000 lidí a 2000 kamionů. Doprava byla zablokována na 11 hodin. Mezitím došlo i k zahlcení objízdných tras včetně města Jihlavy, Humpolce a částečně i Havlíčkova Brodu. Dopravní situaci nejvíce komplikovalo, že policie odkláněla dopravu většinou až posledním exitem před místem hromadné nehody. Také informační tabule na dálnici před nehodou informovaly pouze o nehodě s dovětkem „Jeďte opatrně!“, ale ani slovo o tom, že dálnice je zcela neprůjezdná. Objízdné trasy nebyly ani po čtyřech hodinách od nehody nijak značeny, takže mnoho řidičů nevybavených podrobnou mapou nebo satelitní navigací muselo zastavovat a ptát se na cestu místních obyvatel. To vše mělo za následek, že kolony vozů stojících na dálnici rychle narůstaly. Dálnice D1 si tak vysloužila přezdívku „Největší parkoviště v ČR“.
Odstraňování nabouraných vozidel začalo po poledni.
Ve 21 hodin, 11 hodin po nehodě, byl provoz částečně obnoven v jednom jízdním pruhu v každém směru, přičemž směrem do Prahy byly osobní automobily svedeny až ke kilometru 99,7 do protisměrného pásu (nákladní doprava byla zprovozněna jen ve směru do Brna). V okolí 90. kilometru byl tou dobou provoz již plně obnoven. Kolem 22.30 hodin byla již situace stabilizovaná a začaly se rozjíždět i kamióny zablokované v koloně. V pátek asi ve 2.30 v noci byly v dotčeném úseku zprovozněny oba jízdní pruhy v obou směrech. Odstraňování následků nehody však trvalo ještě celý pátek.
Celková hmotná škoda byla vyčíslena na 27,8 milionu Kč.

## Vyšetřování
Dálniční oddělení Policie ČR Velký Beranov událost zpracovávalo jako 93 dopravních nehod, u nichž samostatně určovala viníka. U 76 nehod za příčinu prohlásila nepřiměřenou rychlost, u dalších 17 nehod nepřizpůsobení řízení stavu mokré a namrzající či zasněžené vozovky. Rychleji než 110 km/h i přes nepříznivé počasí jely krátce před nehodou dvě třetiny kamionů, 80 % osobních automobilů v levém pruhu a 40 % osobních automobilů v pravém jízdním pruhu.
V případě tří nehod byl viník vyšetřován pro podezření z trestného činu ublížení na zdraví z nedbalosti, šlo například o náraz kamionu do autobusu, který způsobil 3 zranění. Tyto tři případy byly předány k vyšetření policejnímu útvaru v Havlíčkově Brodě. 22 případů bylo policií vyhodnoceno jako tzv. malé dopravní nehody (vyřešené dohodou mezi jejich účastníky), 15 nehod bylo odloženo kvůli tomu, že se nepodařilo zjistit viníka. 53 nehod bylo předáno ke správním řízením obcím s pověřeným obecním úřadem.
Jediným obviněným z celkem 8 podezřelých z trestného činu ublížení na zdraví byl nakonec Miroslav Fiala z Ivančic, který se jako řidič vozu Škoda Octavia vyhýbal sypači Tatra stojícímu v levém jízdním pruhu a přitom dostal smyk, přičemž v následné sérii srážek byl těžce zraněn řidič sypače, který se pohyboval po vozovce mimo své vozidlo. Okresní soud v Jihlavě 7. října 2009 vyhlásil rozsudek, jímž Miroslava Fialu uznal vinným z ublížení na zdraví z nedbalosti, avšak zároveň upustil od potrestání; nikdo se neodvolal a rozsudek nabyl právní moci.

## Systémová opatření
Ministr dopravy Aleš Řebíček sdělil, že do budoucna měla být rizika snížena razantním zvýšením počtu infotabulí. Do konce listopadu 2008 mělo být vybudováno 22 nových informačních tabulí s dálkově ovladatelným textem, v době nehody jich na celé dálnici D1 bylo jen 6 a byly pouze textové a jednojazyčné. Do konce roku 2008 mělo ministerstvo dopravy zprovoznit jednotný systém dopravních informací, které dodávalo informace jak pro tabule umístěné na dálnicích, tak pro navigační systémy ve vozech.
Zátěž dálnice D1 měla podle Řebíčka snížit až na polovinu také výstavba dálnice D35.

## Související události
Kolem půlnoci v noci na čtvrtek, před touto nehodou, se stala hromadná nehoda i na 123. kilometru dálnice D5, na Šáreckém mostě mezi Benešovicemi a Novou Hospodou, kde se 6 vozidel srazilo na náledí, doprava byla přerušena na 8 hodin.
Jiné hromadné nehody s účastí nad 40 vozidel na dálnici D1:
- 10. října 2002: 134. až 136. kilometr, hustá mlha mokro, 23 nehod, 47 vozidel, jen lehká zranění.
- 14. února 2005: Domašov, 23 nehod, 58 vozidel. 25 zraněných, z toho 17 těžce.
- 16. ledna 2018: 99 kilometr, směr Brno částečně a směr Praha který byl 19 hod. zavřený, bílá tma, nad cca 30 vozidel.